# Андрей Багаву
Андрей Багаву (на румънски: Andreilu al Bagav) е виден арумънски просветен деец, публицист и писател от Македония.

## Биография
Багаву е роден в 1857 година в западномакедонското село Влашка Блаца, тогава в Османската империя, днес Власти, Гърция. Завършва Букурещкия университет. След това преподава в Битолския румънски лицей в учебните 1881/82 и 1882/83 година.
Автор е на граматика на арумънски език, статии и поезия на арумънски. В 1888 година е сред основателите на първото арумънско литературно списание „Мачедония“. Умира в същата 1888 година.